# Aruma
Aruma is een monotypisch geslacht van straalvinnige vissen uit de familie van grondels (Gobiidae).

## Soort
- Aruma histrio (Jordan, 1884)